# Jean et Raoul Parmentier
Pour les articles homonymes, voir Parmentier et Jean Parmentier (homonymie).
Les frères Jean et Raoul Parmentier (1494-1529 et 1499-1529) sont des navigateurs qui voyagent entre autres pour l'armateur dieppois Jean Ango. Ils sont parmi les premiers Français à doubler le cap de Bonne-Espérance.
Jean est par ailleurs un cartographe, un humaniste, et un poète plusieurs fois couronné dans les concours de Normandie. Plusieurs fois vainqueur au Palinod de Dieppe, il reçut, à celui de Rouen, les prix de quatre chants royaux et d’un rondeau de 1518 à 1524.

## Biographie
Jean naît en 1494, à Dieppe. Raoul naît en 1499.
Jean étudie dans la célèbre école de cartographie de Dieppe. Il devient un expert dans la réalisation des cartes marines, mappemondes et globes, grâce à son professeur Pierre Desceliers.
Il devient navigateur. Il se rend à Terre-Neuve, en Guinée, aux Antilles (notamment à Saint-Domingue), au Brésil.

### L'expédition de Sumatra

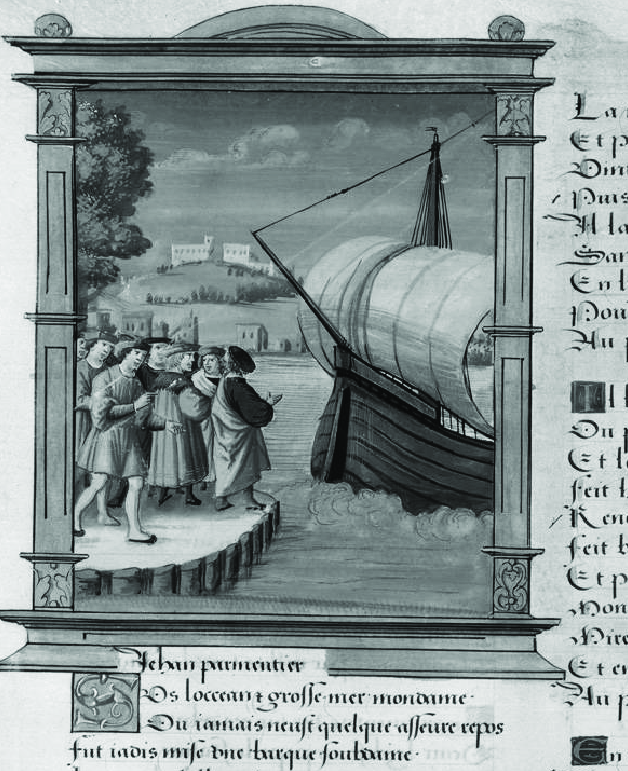
Miniature accompagnant le poème de Jean Parmentier : Au parfaict port de salut et de joie... (1501-1600)

L'armateur dieppois Jean Ango s'intéresse à lui. Il lui confie une des premières expéditions françaises vers l'Extrême-Orient.
Le 2 avril 1529, les frères Parmentier quittent Dieppe. Jean est capitaine de La Pensée, bâtiment de 200 tonneaux. Il désire être le premier français à atteindre les îles lointaines d'Asie pour acheter directement, c'est-à-dire sans passer par les Portugais, les épices que sont le poivre, les clous de girofle et la noix de muscade. Raoul prend le commandement du Sacre, 120 tonneaux, un peu plus rapide.
Au cours de son voyage, Jean Parmentier continue à se livrer à des travaux littéraires : poèmes, traduction de la Guerre de Jugurtha de Salluste.
Pierre Crigon, astronome et poète, rapporte qu'il fait faire l'autopsie de deux de ses marins morts en mer (Dresaulx et Ponhillon) avant d'immerger leurs corps.
La maladie — notamment le scorbut — fait de nombreuses victimes dans l'équipage. Le 18 septembre, les marins aperçoivent les Maldives, où ils relâchent. Le 20 octobre, les deux navires arrivent en vue de l'île de Poulo Nyas, et le 29 en vue de Sumatra. Ils mouillent à Tiku. Jean est malade. Il meurt le 3 décembre. Il est inhumé sur l'île, près de Tiku. Raoul meurt cinq jours plus tard. Son corps est immergé. Pierre Mauclerc prend le commandement du Sacre, Guillaume Sapin celui de La Pensée. Les deux bateaux longent la côte vers le sud, en quête du poivre qu'ils n'ont pas trouvé à Tiku. Ils mouillent à Indrapoura, le 23 décembre. Les marins ne peuvent obtenir que 375 kilos de poivre.
Le 22 janvier 1530, ils font voile vers l'Occident. En mars, peu après le cap de Bonne-Espérance, une tempête sépare les deux navires. Ils ne se retrouvent qu'après le passage de l'équateur. Les quelques survivants atteignent Dieppe en mai ou en juin.
L'astronome Pierre Crignon rapporte les poèmes écrits par son ami Jean Parmentier durant ce difficile périple. Ils sont présentés à François Ier.

## Œuvres
- Jean Parmentier, Raoul Parmentier et André Crignon (préf. Ch. Schefer), Le discours de la navigation de Jean et Raoul Parmentier, de Dieppe ; Voyage à Sumatra en 1529 ; Description de l'isle de Sainct-Dominigo, Paris, Ernest Leroux, 1883, 268 p. (lire en ligne)
- Jean Parmentier, Œuvres poétiques,  éd. critique par François Ferrand, Genève, Droz, 1971.
- Jean Parmentier, Journal de voyage de Dieppe à l'île de Sumatra en l'année 1529, La Rochelle, La Découvrance, 2005, 78 p.,  (ISBN 978-2-84265-305-7).